# Colpoon
- Commons
- Wikispecies

Colpoon é um género botânico pertencente à família Santalaceae.